# Thuidium subfalcatum
Thuidium subfalcatum là một loài Rêu trong họ Thuidiaceae. Loài này được (Mitt.) Paris miêu tả khoa học đầu tiên năm 1898.